# (12553) Aaronritter
(12553) Aaronritter (1998 QZ46) – planetoida z pasa głównego asteroid okrążająca Słońce w ciągu 3,27 lat w średniej odległości 2,2 j.a. Odkryta 17 sierpnia 1998 roku.